# 阿尔费登镇足球俱乐部
艾費頓鎮足球會（英語：Alfreton Town F.C.）是位於英格蘭東米德蘭茲德比郡安伯瓦利（Amber Valley）內的民政教區（Alfreton）的足球俱乐部，於1959年由「艾費頓礦工福利」（Alfreton Miners Welfare）與「艾費頓聯」（Alfreton United）合併成立，同年加入「中部聯盟北區甲組聯賽」（Central Alliance North Division One），兩年後晉升「密德蘭郡際聯賽」（Midland Counties League），於2004/05年球季成為新成立的英格蘭足球議會北部聯賽創建成員，直到2010/11年球季贏得冠軍錦標升班英格蘭足球議會全國聯賽。現時在英格蘭足球全國聯賽北參賽。

## 榮譽
- 英格蘭足球議會北部聯賽

冠軍：2010/11年；
- 北部超級聯賽甲組聯賽（Northern Premier League First Division）

冠軍：2002/03年；
亞軍：1995/96年；
- 北部郡東聯賽（Northern Counties East Football League）

冠軍：1986/87年、2001/02年；
- 密特蘭郡聯賽（英语：Midland Football League#Midland Counties League 1961–1982）（Midland Counties League）

冠軍：1969/70年、1973/74年、1976/77年；
亞軍：1971/72年、1980/81年、1981/82年；
- 英格蘭足總盃

初賽第二圈：2008/09年、2012/13年；
- 北部郡東聯賽盃（英语：Northern Counties East Football League#Cups）（Northern Counties East League Cup）

冠軍：1984/85年、2001/02年；
- 密特蘭郡聯賽盃（Midland Counties League Cup）

冠軍：1971/72年、1972/73年、1973/74年；
亞軍：1976/77年、1977/78年；
- 打吡郡高級盃（Derbyshire Senior Cup）

冠軍：1960/61年、1969/70年、1972/73年、1973/74年、1981/82年、1994/95年、2001/02年、2002/03年；
亞軍：1962/63年、1964/65年、1977/78年、1979/80年、1984/85年、1987/88年、1992/93年、2007/08年；

## 外部連結
- 艾弗頓官網 （页面存档备份，存于）
- 艾弗頓球迷會